# یواس‌اس لیبراتور (ای‌ام‌سی-۸۷)
یواس‌اس لیبراتور (ای‌ام‌سی-۸۷) (به انگلیسی: USS Liberator (AMc-87)) یک کشتی بود که طول آن ۹۷ فوت ۱ اینچ (۲۹٫۵۹ متر) بود. این کشتی در سال ۱۹۴۱ ساخته شد.